# Robert Klimek
Robert Klimek (* 1969 in Lidzbark Welski, Polen) ist ein polnischer Prähistoriker, Heimatforscher und Sachbuchautor.

## Leben
Nach der Matura immatrikulierte er sich an der Pädagogischen Hochschule in Olsztyn, studierte Sozialwissenschaften und schloss seine Studien als Magister (mgr.) ab. Anschließend begann er mit Forschungen über die Ur- und Frühgeschichte des Landes der Pruzzen und Balten sowie der westbaltischen Hügelgräberkultur. Er wurde ein Mitglied der Vereinigung für Geschichte und Kultur der Prußen ‚Pruthenia‘ (Stowarzyszenie Miłośników Historii i Kultury Prusów ‚Pruthenia‘) in Olsztyn und der Vereinigung Nasze Gady (Stowarzyszenie Nasze Gady) in Gady (Jadden) bei Dywity (Diwitten).
Er verfasste Monografien über das Grenzgebiet zwischen Galindien und Pogesanien, die Geschichte der Gmina Kruklanki und der Gau Barten mit dem Stamm der Barten sowie die ‚Terra Gunelauke‘ (heute Barczewko). Im Jahr 2010 gab er den Sammelband über die historische und kulturelle Bedeutung  der steinernen Statuen (Baby pruskie) heraus und  im Jahr 2011 verfasste er die Arbeit über die Wiesenburg am Guberfluss, die bereits Peter von Dusburg in seiner Chronik beschrieb. Einen besonderen Beitrag leistete er bei der Erkundung und Erforschung von länglichen Erdwällen aus Baumstämmen, Faschinen, Steinen und Erde u. a. bei Nerwik (Nerwigk) und Wały (Wallen) in der Gmina Purda (Landgemeinde Groß Purden) sowie bei Barczewko (Alt Wartenburg), Bartołty Wielkie (Groß Bartelsdorf), Jonkowo (Jonkendorf), Kierzliny (Kirschlainen), Kielary (Kellaren), Kierzbuń (Kirschbaum), Łęgajny (Lengainen), Odryty (Odritten) und Parleza Wielka (Groß Parleese).
Robert Klimek ist langjähriger Heimatpfleger für Altertümer und Bodendenkmalpflege (społeczny opiekun zabytków archeologicznych) für die Woiwodschaft Ermland-Masuren.

## Schriften (Auswahl)
- Wały podłużne w Nerwiku, gm. Purda. (Erdwälle in Nerwik, Gmina Purda). Towarzystwo Naukowe Pruthenia, Olsztyn 2005. Digitalisat.
- Terra Gunelauke. Przewodnik archeologiczny. Stowarzyszenie Nasze Gady, Gady 2008, ISBN 978-83-926764-0-9.
- Na kresach Galindii. Przewodnik archeologiczny. (Grenzgebiet Galindien / Pogesanien. Archäologischer Leitfaden). Stowarzyszenie Nasze Gady, Gady 2009, ISBN 978-83-926764-4-7.
- mit W. Rużewicz, A. Sulej: Gmina Kruklanki. Historia i przyroda. Wydawnictwo Mantis, Olsztyn 2009, ISBN 978-83-926182-7-0.
- (als Hrsg.) et al.: Kamienie w historii, kulturze i religii. (Steine in der Geschichte, Kultur und Religion). Robert Klimek, 2010, ISBN 978-83-931080-0-8.
- Mała Barcja. Przewodnik archeologiczny. (Gau Barten. Archäologischer Leitfaden). Stowarzyszenie Nasze Gady, Gady 2010, ISBN 978-83-926764-5-4.
- Grodziska nad Gubrem. W poszukiwaniu Wallewony. (Die befestigten Siedlungen am Guberfluss. Die Suche nach der Wiesenburg / Wallewona). Wydawnictwo Kengraf, Kętrzyn 2011, ISBN 978-83-89119-49-0. Digitalisat.
- mit Andrzej S. Jadwiszczak (Fotograf): Warmia znana i nieznana: Ługwałd, Spręcowo, Sętal, Nowe Włóki, Plutki, Gradki, Tuławki, Gady, Frączki, Studzianka, Derc, Barczewko, Maruny. Stowarzyszenie Nasze Gady, Gady 2011, ISBN 978-83-926764-9-2.
- mit Grzegorz Białuński: Początki Olsztyna. Przewodnik archeologiczny. (Die Gründungszeit Allensteins. Archäologischer Leitfaden). Stowarzyszenie Nasze Gady, Gady 2013, ISBN 978-83-926764-6-1. Digitalisat.